# Anna Bikont
Anna Bikont, née le 17 juillet 1954 à Varsovie, psychologue de formation, est une journaliste et écrivaine polonaise associée à Gazeta Wyborcza depuis la création de celle-ci en 1989.
Son livre Le Crime et le Silence (My z Jedwabnego) a remporté le Prix du Livre européen en 2011.

## Biographie
Anna Krystyna Bikont, née Kruczkowska, est diplômée de l'Université de Varsovie en biologie et en psychologie. Assistante à la faculté de psychologie de cette université, elle y anime dans la clandestinité pendant l'état de siège en Pologne de 1981 à 1983 le syndicat Solidarność et est l'une des responsables de l'édition de l'hebdomadaire clandestin Tygodnik Mazowsze (pl) jusqu'à la libéralisation de la presse et la création du quotidien Gazeta Wyborcza, dont elle est une des fondatrices en 1989.
Elle est la fille de la journaliste Wilhelmina Skulska-Kruczkowska (pl) et l'épouse de Piotr Bikont, lui aussi militant anti-communiste du Comité de défense des ouvriers, homme de théâtre puis journaliste.

## Liens extérieurs
- Notice dans un dictionnaire ou une encyclopédie généraliste :   - Deutsche Biographie
- Notices d'autorité :   - VIAF
  - ISNI
  - BnF (données)
  - IdRef
  - LCCN
  - GND
  - Italie
  - Espagne
  - Belgique
  - Pays-Bas
  - Pologne
  - Israël
  - NUKAT
  - Norvège
  - Tchéquie
  - Lettonie
  - WorldCat